# Komotini

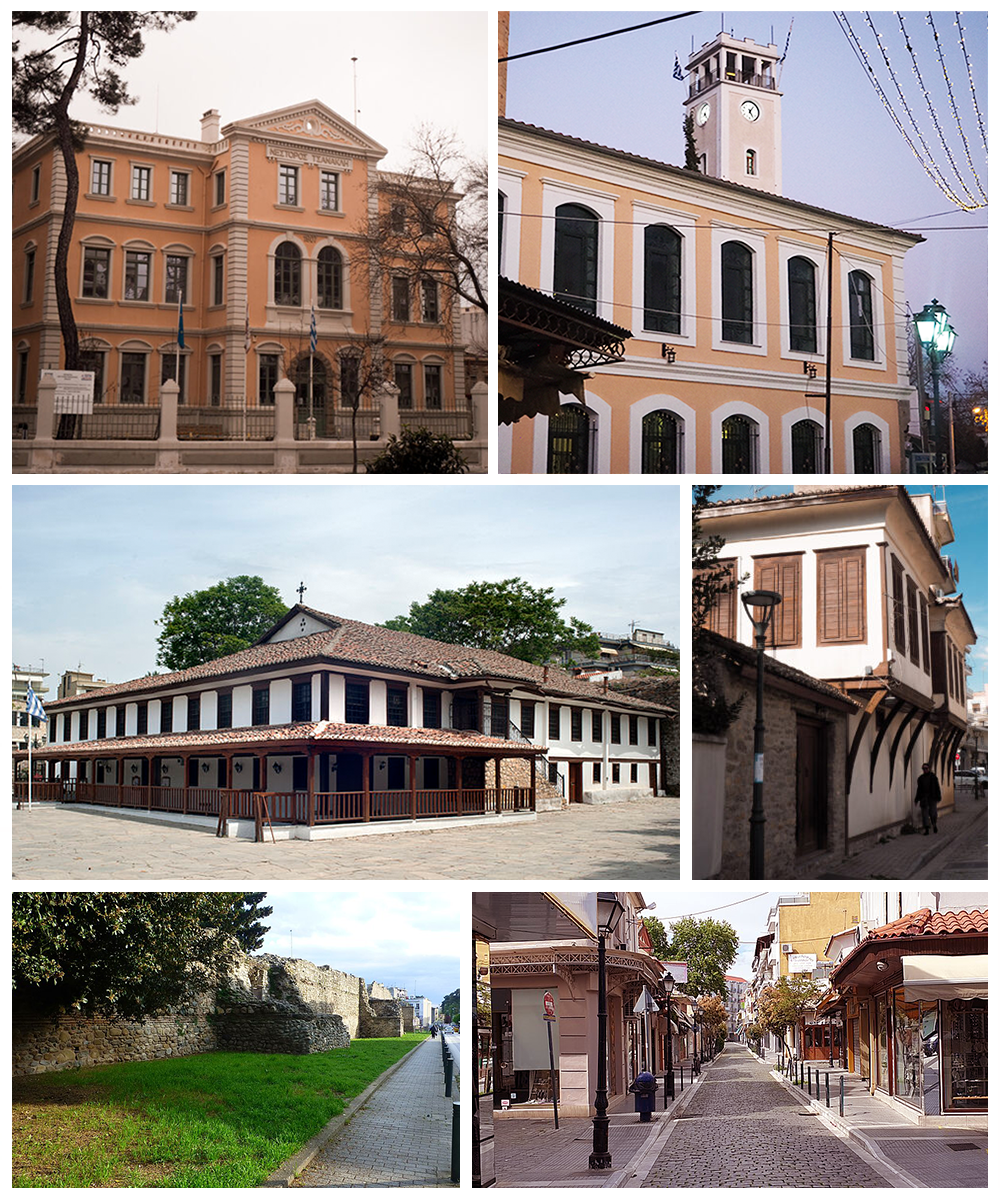
Komotini

Komotini (Grieks: Κομοτηνή, Turks: Gümülcine) is een stad en gemeente in de Griekse bestuurlijke regio (periferia) Oost-Macedonië en Thracië, waarvan het de hoofdstad is.
In het jaar 1361 werd Komotini veroverd door het Ottomaanse Rijk en bleef tot 1913 Ottomaans. In 1913 werd de stad krachtens het Verdrag van Boekarest voor een korte periode Bulgaars, en is uiteindelijk in 1919 door het Verdrag van Neuilly Grieks geworden. Opmerkelijk was ook dat de stad in 1913 de hoofdstad was van de Republiek Gumuljina, een staat die enkele maanden bestaan heeft.
Nadat Komotini officieel Grieks was geworden, werd de stad na de Eerste Wereldoorlog uitgezonderd van de Grieks-Turkse bevolkingsuitwisseling. Hierdoor is destijds de samenstelling van de bevolking niet drastisch veranderd, en bleef de meerderheid Turks. Tegenwoordig bestaat de bevolking van Komotini uit meerdere volkeren en is het aandeel van het aantal Turken in de stad gedaald tot ongeveer 40% van de totale bevolking.
Komotini is sedert 2011 een fusiegemeente met drie deelgemeenten (dimotiki enotita):
- Egiros (Αίγειρος)
- Komotini (Κομοτηνή)
- Neo Sidirochori (Νέο Σιδηροχώρι)

## Geografie
De stad ligt op een hoogte van 32-38m op de Thracische vlakte in de buurt van de uitlopers van het Rodopegebergte. Er is weinig stedelijke bebouwing in de oudere delen van de stad, in tegenstelling tot meer recent ontwikkelde wijken. Volgens de telling van 2011 had de gemeente 66.919 inwoners, waarbij de 12.000 verblijvende studenten, stagiairs en soldaten niet zijn meegeteld.

## Geschiedenis
In het Ottomaanse tijdperk stond Komotini bekend als Gümülcine of Ghumurdjina. De stad bleef een belangrijke plaats en vormde eens schakel tussen de hoofdstad Constantinopel en het Europese deel van het Rijk. Vele monumenten in de stad dateren ook uit deze tijd. In 1361 veroverde Gazi Evrenos de stad, waarna een lange periode van Ottomaanse overheersing begon. Veel lokale families vluchtten na de verovering naar Epirus en stichtten daar een nieuw dorp genaamd Koumoutzades (moderne Arta). De overgebleven lokale bevolking werd met rust gelaten en zij mochten hun religie en cultuur behouden. Hierdoor handhaafde de stad zijn Griekse karakter totdat er een massale verhuizing vanuit Anatolië plaatsvond aan het einde van de 16e eeuw. Langzamerhand werd de meerderheid van de stad Turks en bleef ook zo tot de Griekse Onafhankelijkheidsoorlog.
Gedurende de Ottomaans overheersing groeide de economie van Komotini mede door de handel in tabak. Grieken maakten gebruik van de godsdienstvrijheid die door de Ottomanen waren verleend en de economische activiteit van de stad viel volledig onder Grieks controle. De herenhuizen die tegenwoordig te zien zijn in de straten van Komotini (zoals Stalios, Malliopoulos, Peidis) werden gebouwd in die tijd.
Na de Russisch-Turkse oorlog van 1877-1878 volgde een nieuwe golf van islamitische vluchtelingen naar Komotini. In 1880 werd een meisjesschool en een jongensschool geopend die onderwijs in de Griekse taal verzorgden. Vervolgens werd in 1885 de Griekse culturele vereniging Omonia opgericht die bijdroeg aan de culturele ontwikkeling van de stad door het organiseren van theatervoorstellingen en concerten.
In de Ottomaanse tijd behoorde Komotini tot de Edirne Eyalet en was de zetel van de Gümülcine Kaza. Na het einde van de Ottomaanse overheersing breidde de stad zijn grenzen uit buiten haar muren.

## Verkeer en vervoer
Komotini is een door land ingesloten stad en heeft daardoor geen eigen zeehaven. De stad ligt aan de autosnelweg A2 Griekenland die zich uitstrekt van de westelijke haven van Igoumenitsa in Thesprotia tot de Grieks-Turkse grens in Kipoi bij de rivier de Evros.
Komotini heeft geen eigen luchthaven maar de A2 verbindt de stad wel met twee luchthavens in haar onmiddellijke nabijheid. De dichtstbijzijnde luchthaven is de internationale luchthaven Democritus in Alexandroúpoli (65 km). iets verder weg ligt de internationale luchthaven Megas Alexandros in Kavála (80 km).
Komotini kent drie gemeentelijke busverbindingen binnen de gemeente, evenals enkele trein- en busverbindingen naar de stad verbinden met andere Griekse steden op het Griekse vasteland alsook Istanbul. De busverbindingen worden geëxploiteerd door de busmaatschappij KTEL en de treinverbindingen door de Griekse Spoorwegen (OSE).

## Afbeeldingen

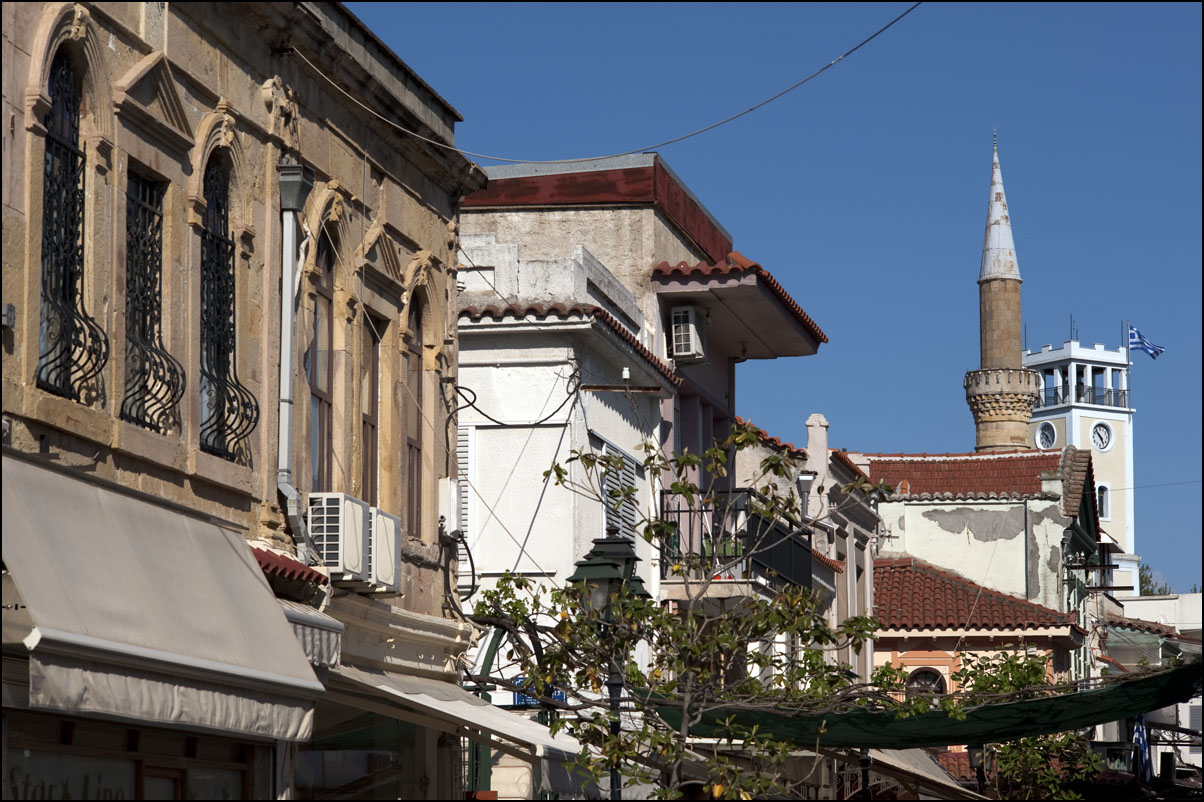
Oude stad met moskee (2009)
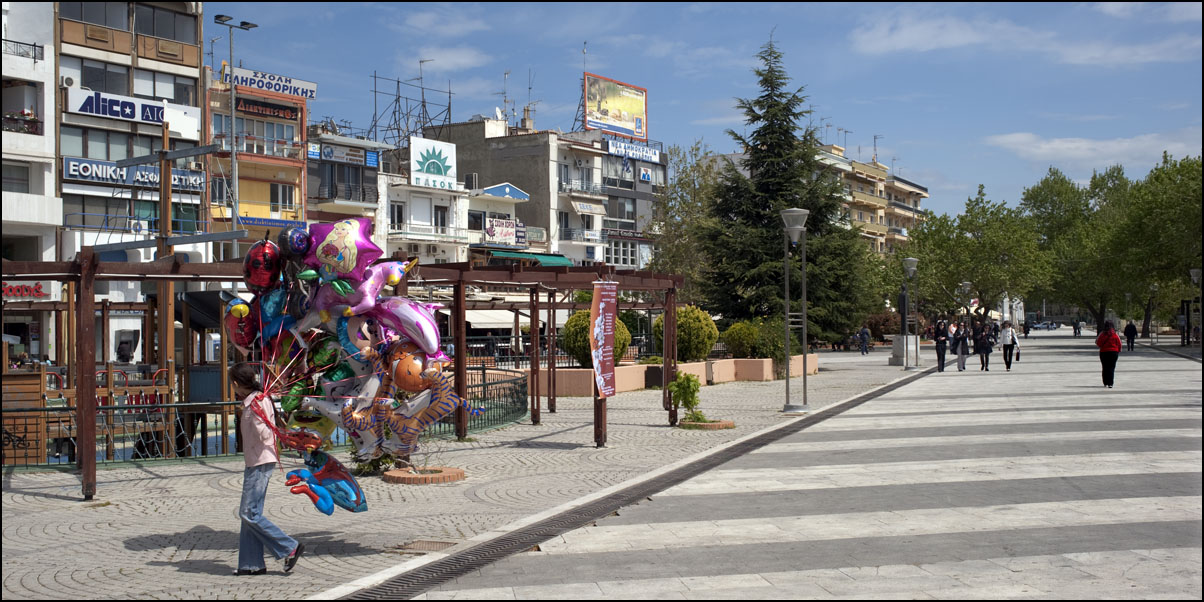
Centrale plein (2009)
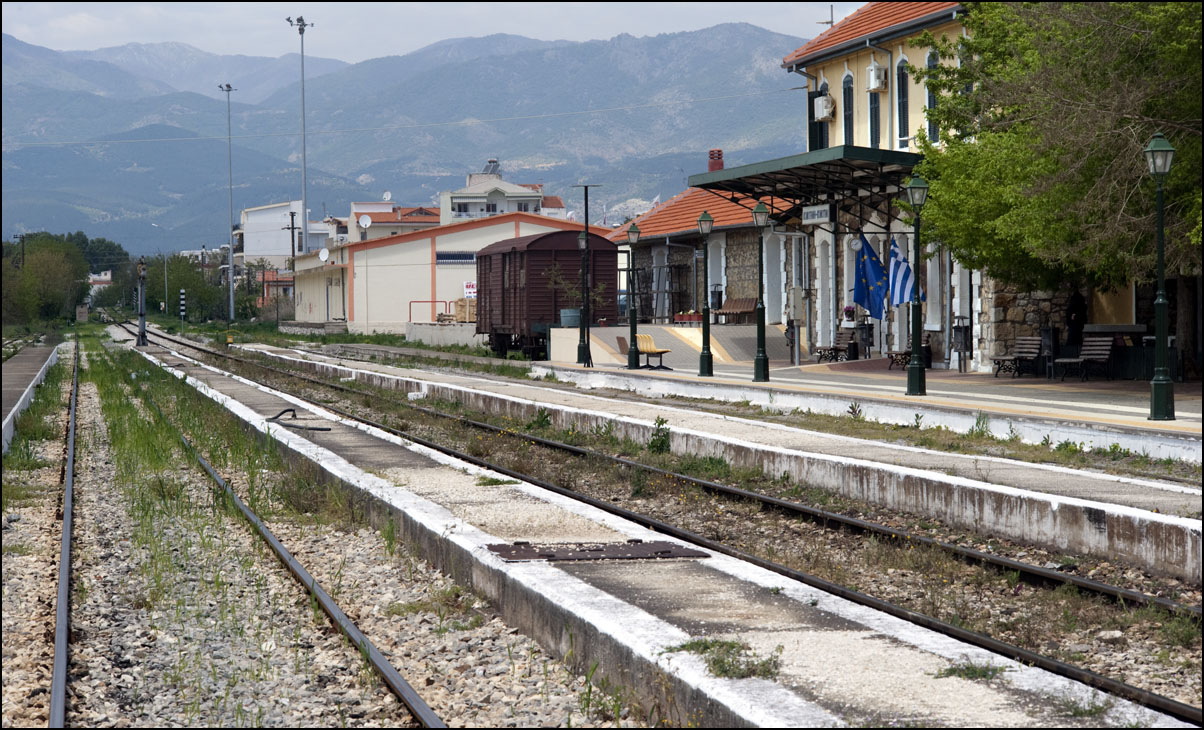
Station (2009)

## Geboren
- Hamza Hamzaoğlu (1970), voetballer
- Petros Mantalos (1991), voetballer